# Massacre de Ballymurphy
Le massacre de Ballymurphy désigne la mort de onze civils causée par le régiment de parachutistes de l'Armée britannique  à Belfast, en Irlande du Nord, entre le 9 et le 11 août 1971, au cours de l'Opération Demetrius. Ce massacre est aussi appelé Belfast Bloody Sunday, en référence à un autre massacre de civils par le même bataillon, quelques mois plus tard.

## Déroulement
Le conflit nord-irlandais était en cours depuis deux ans et Belfast était particulièrement affectée par la violence sectaire. L'armée britannique avait été déployée en Irlande du Nord en 1969, à la demande de la police royale de l'Ulster, dépassée par les événements.
Dans la matinée du 9 août 1971, les forces de l'ordre lancent l'Opération Demetrius. Le plan était d'arrêter et interner toute personne soupçonnée d'être membre de l'Armée républicaine irlandaise provisoire. Le régiment de parachutistes chargé de l'opération est le même que celui responsable ultérieurement du Bloody Sunday dans Derry, le 30 janvier 1972.
En réaction à l'arrivée des troupes britanniques, des scènes de panique ont lieu dans les quartiers catholiques et des barricades sont érigées. La population se prépare pour une émeute et certains jeunes confectionnent des cocktails Molotov, mais l'utilisation d'armes à feu n'est pas prévue. Le quartier protestant voisin n'est séparé alors que par une barrière de moins de 2 mètres de haut : des heurts ont lieu entre les deux communautés, avec des jets de pierre et quelques tirs au fusil de chasse, faisant au moins un blessé. L'armée s'interpose pour faire cesser les heurts. Les catholiques proches de la rue Singmartin quittent alors leur maison. Les tirs mortels commencent peu avant la tombée du jour. Selon la déclaration des soldats du régiment parachutiste, ils ont répliqué à des tirs de militants républicains alors qu'ils entraient dans la zone de Ballymurphy. Cependant, aucune arme n'est retrouvée sur les cadavres.
En conséquence, la population catholique devient majoritairement républicaine.

## Victimes

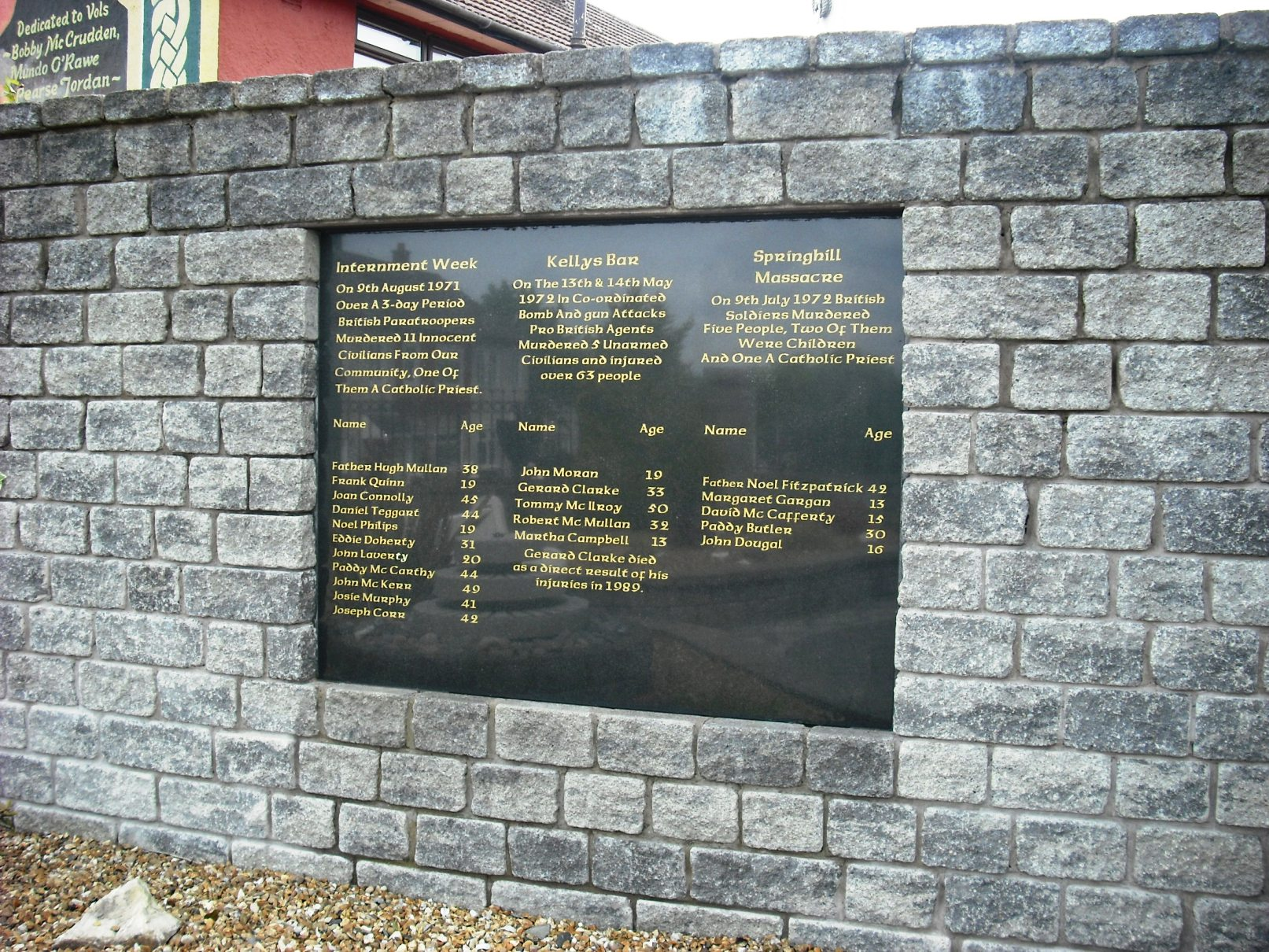
Plaque commémorative.

Six civils ont été tués le 9 août :
- Francis Quinn, âgé de 19 ans est abattu par un tireur d'élite  en allant porter secours à un homme blessé[4],[5].
- Fr. Hugh Mullan, âgé de 38 ans, prêtre catholique, abattu par un tireur d'élite en allant porter secours à un homme blessé[6].
- Joan Connolly, âgée de 50 ans, abattue alors qu'elle tournait le dos à la base militaire[7].
- Daniel Teggart, âgé de 44 ans, porteur de 14 impacts de balles. La plupart des balles ont probablement été tirées alors qu'il était allongé au sol car elles sont rentrantes dans le dos[8].
- Noel Phillips (20), abattu alors qu'il tournait le dos à la base militaire[9].
- Joseph Murphy (41), blessé alors qu'il tournait le dos à la base militaire. Il est ensuite emprisonné par l'armée, et déclare peu avant de mourir de ses blessures avoir été battu et s'être fait tirer dessus en prison. Une deuxième balle découverte à l'exhumation de son corps en octobre 2015 semble confirmer ses dires[10].

Un civil a été tué le 10 août, et quatre autres le 11 août :
- Edward Doherty, âgé de 28 ans, abattu alors qu'il marchait le long de Whiterock Road[11].
- Jean Laverty, âgé de 20 ans reçoit une balle dans le dos et une autre dans la jambe.
- Joseph Corr, âgé de 43 ans, reçoit plusieurs balles et meurt de ses blessures le 27 août[12].
- Jean McKerr, âgé de 49 ans, est blessé par balles alors qu'il se tenait devant une église. Il meurt de ses blessures le 20 août[13],[14].
- Paddy McCarthy, âgé de 44 ans, meurt d'une crise cardiaque pendant l'interpellation. Selon sa famille, les militaires lui auraient mis le canon d'une arme dans la bouche et appuyé sur la détente, l'arme ayant été préalablement déchargée[15],[16].

## Enquête
En 2016, Sir Declan Morgan, a demandé une enquête portant, entre autres, sur le massacre de Ballymurphy,.
Cependant, le financement de ces enquêtes n'a pas été approuvé par l'Exécutif d'Irlande du Nord, présidé par Arlene Foster, membre du parti unioniste démocrate. Cette décision est critiquée par Amnesty International,,.
En mai 2021, à la suite des conclusions de la justice irlandaise qui estime que les soldats britanniques ont fait un usage « disproportionné » de la force et sont responsables de la mort de neuf des victimes, le Premier ministre du Royaume-Uni Boris Johnson présente les excuses « sans réserve » du gouvernement britannique.